# مايلز ستوري
مايلز ستوري (بالإنجليزية: Miles Storey)‏ (4 يناير 1994 بويست بروميتش في المملكة المتحدة - ) هو لاعب كرة قدم بريطاني في مركز الهجوم. شارك مع منتخب إنجلترا تحت 19 سنة لكرة القدم. أما مع النوادي، فقد لعب مع سويندون تاون وشروزبري تاون ونادي إنفرنيس ونادي بورتسموث ونيوبورت كونتي ونادي سالزبري سيتي.

## وصلات خارجية
- مايلز ستوري على موقع قاعدة بيانات كرة القدم.إي يو (الإنجليزية)
- مايلز ستوري على موقع Soccerbase.com (لاعب) (الإنجليزية)
- مايلز ستوري على موقع Soccerway.com (الإنجليزية)